# 上霍斯皮西奧

上霍斯皮西奧（西班牙語：Alto Hospicio），是智利的城市，位於該國北部塔拉帕卡大區的伊基克省，面積593.2平方公里，海拔高度600米，2012年人口94,441人，人口密度每平方公里160人。
20°15′S 70°7′W / 20.250°S 70.117°W